# Gorgoniceps micrometra
Gorgoniceps micrometra är en svampart som först beskrevs av Berk. & Broome, och fick sitt nu gällande namn av Pier Andrea Saccardo 1889. Gorgoniceps micrometra ingår i släktet Gorgoniceps och familjen Helotiaceae.   Inga underarter finns listade i Catalogue of Life.